# The Pioneers
The Pioneers – wspólny album amerykańskich raperów MC Eihta i Spice 1. Został wydany 29 czerwca, 2004 roku nakładem wytwórni Real Talk Entertainment.

## Lista utworów
1. "Break Deez Mu'fuckaz" - 0:10
2. "The Murder Show, Pt. 2" - 3:54
3. "So Damn Crazy" - 4:08
4. "Come on Niggaz" (feat. Snoop Dogg) - 0:15
5. "We Run the Block" - 4:41
6. "That's It" - 3:44
7. "Can't Stop Us" - 3:44
8. "That's the Way Life Goes" - 4:35
9. "East Bay Gangsta" - 3:24
10. "All I Came 2 Do" - 3:35
11. "'Bout That Time" - 4:08
12. "Do Better" - 5:03
13. "Been a Long Time" - 4:29
14. "West Coast Party" (feat. Hollow Tip) - 4:04
15. "Keepin' Me High" - 4:18
16. "I Ain't Scared" - 3:18
17. "The Mack" - 4:37

## Notowania
| Notowanie(2004)                       | Pozycja |
| ------------------------------------- | ------- |
| U.S. Billboard Top R&B/Hip-Hop Albums | 71      |